# 来宾街道
来宾街道，是中华人民共和国云南省曲靖市宣威市下辖的一个街道办事处。
2013年10月20日，云南省人民政府批复同意撤销来宾镇，设立来宾街道、凤凰街道。

## 行政区划
来宾街道下辖以下地区：
观云村、来宾村、宗范村、虎头村、后夸村、盘龙村、徐屯村、新田村、普仓村和龙洞村。

## 交通
- 沪昆铁路：凤凰山站